# Nos (opera)
Nos (ros. Нос) – opera Dmitrija Szostakowicza, w trzech aktach z epilogiem, do której libretto napisał kompozytor, Aleksander Preis i Gieorgij Jonin według noweli Nos Nikołaja Gogola. Jej prapremiera miała miejsce w Leningradzie 18 stycznia 1930 roku.

## Osoby
- Kowalow, asesor kolegialny – bas-baryton
- Iwan Jakowlewicz, cyrulik – bas
- Praskowia Osipowna, jego żona – sopran
- Żandarm – tenor
- Nos – tenor
- Pani Podtoczyna – mezzosopran
- Panna Podtoczyna – sopran
- Redaktor gazety – bas
- Jaryżkim – tenor
- Doktor – bas
- policjanci, przechodnie, studenci, służba[1].

## Treść
Akcja rozgrywa się w Petersburgu w latach 30. XIX wieku.

Tytułowy nos pewnego dnia rozpoczyna samodzielne życie, oddziela się od swego właściciela i robi błyskotliwą karierę jako radny. (...) Zrozpaczony właściciel zarządza poszukiwania nosa, angażując w nie mieszkańców Petersburga. Nos jednak ani myśli dać się złapać.